# Prestongrange Museum
Prestongrange Museum er et industrimuseum, der ligger ved Prestongrange mellem Musselburgh og Prestonpans på vejen B1348 i East Lothian, Skotland. Det blev grundlagt på stedet, hvor National Mining Museum, og det har været drevet af East Lothian Council Museum Service siden 1992.
Området dækker en række forskellige industrier, som er blevet udført på stedet i løbet af de seneste 500 år.
- Hoffmann Kiln (eller mere præcist Hoffmann Continuous Kiln)
- Cornish engine (en type bjælkemoter), den eneste i Skotland
- Oprulningsmotor
- Power House
- Glasværk fra 1600-tallet
- Keramikfabrik fra 1700-tallet
- Kulmine og murstensværk fra 1800-tallet
- Morrison's Haven, havn fra 1500-tallet
- Rester af jernbane
- Besøgscenter med udstillinger